# Crayenesterbrug
De Crayenesterbrug is een vaste brug in de Noord-Hollandse gemeente Heemstede. De brug overspant de Crayenestervaart en ligt op de grens met de gemeente Haarlem. Ze verbindt de Heemsteedse Pieter de Hooghstraat met de Haarlemse Willem de Zwijgerlaan. De noordoever aan de brug vormt sinds 1927 de gemeentegrens tussen Heemstede en Haarlem.
De brug is vernoemd naar de vaart die zij overspant, dat op zijn beurt is genoemd naar de voormalige buurtschap Crayenest, dat zich in de nabijheid bevond.

## Geschiedenis
In 1923 werd besloten om over de Crayenestervaart een houten hulpbrug aan te leggen. De aanlegkosten bedroegen 6600 gulden.
In april 1924 bracht het college van burgemeester en wethouders van Heemstede een ontwerpbesluit uit om een groot aantal bruggen binnen de gemeente van namen te voorzien. Voor de brug over de Crayenestervaart in de Willem de Zwijgerlaan werd de naam Zuiderhoutbrug voorgesteld, naar de nabijgelegen voormalige buitenplaats Zuiderhout, gelegen ten noordwesten van de brug. Voor een andere brug over dezelfde vaart, iets verderop in de Jan Pauwlaan, werd de naam Crayenesterbrug voorgesteld.
Uit raadsnotulen van diezelfde maand blijkt dat de heer Jorritsma voorstelde om brug nummer 11, aangeduid als Zuiderhoutbrug, te hernoemen tot Crayenesterbrug, aangezien deze zich bevond bij de historische locatie van de voormalige buurtschap Crayenest. Voor brug nummer 15, die in eerste instantie de naam Crayenesterbrug zou krijgen, stelde hij de naam Adriaan Pauwbrug voor. De voorzitter van de raad kon zich vinden in deze redenering, maar gaf de voorkeur aan de naam Bosch en Hovenbrug voor brug nummer 15.
In 1928 bleek de houten brug in slechte staat te verkeren. Herstelwerkzaamheden aan de houten landhoofden en vleugelwanden werden begroot op 2000 gulden. Vanwege het verwachte toenemende onderhoud besloot de gemeenteraad af te zien van renovatie en in plaats daarvan over te gaan tot de bouw van een nieuwe, moderne brug. De kosten hiervan werden geraamd op 30.000 gulden.
De omliggende percelen aan weerszijden van de brug werden in de periode tussen 1910 en 1930 bebouwd. De nieuwe brug werd ontworpen door de Dienst der Publieke Werken in samenwerking met beeldhouwer Mari Andriessen, en werd in 1931 voltooid.

## Beschrijving
De Crayenesterbrug is uitgevoerd als een vaste liggerbrug en combineert kenmerken van de Amsterdamse School met functionele elementen van de Nieuwe Zakelijkheid. De constructie bestaat uit stalen I-profielen, stampbeton en gewapend beton. Het rijdek is afgewerkt met asfalt. Aan weerszijden bevinden zich trottoirs met stoeptegels, rustend op een zandbed.
De landhoofden springen naar voren ten opzichte van de aangrenzende taluds van de Crayenestervaart en zijn gefundeerd op stampbeton. Ze zijn opgetrokken uit geelrode baksteen, met metselwerk in kettingverband aan de zuidzijde en siermetselwerk aan de noordzijde. De afgeronde hoeken zijn grotendeels bekleed met granieten blokken en worden ter hoogte van het brugdek bekroond met plastisch vormgegeven granieten pylonen of tuidraden. Deze zijn voorzien van decoratieve motieven, waaronder gestileerde vogels en golvende lijsten, die symbolisch verwijzen naar de stroming van het water en de aanwezigheid van waterfauna.
Aan weerszijden van de brug worden de tuidraden onderling verbonden door een horizontale granieten lijst. Boven op deze lijst bevindt zich een smeedijzeren hekwerk met verfijnde detaillering in de stijl van de Amsterdamse School. De organische vormen en ornamentiek geven het geheel een expressief karakter.
Aan de zuidwestzijde is het zuidelijk landhoofd uitgebreid met een ovaalvormig terras. Dit wordt aan de noordzijde begrensd door een bakstenen borstwering met granieten lijst en smeedijzeren hek, en aan de zuidoostzijde door vier granieten tuidraden. Tussen de twee middelste tuidraden, waarvan de noordelijke is voorzien van het jaartal 1931, is een bakstenen muur opgetrokken. Deze is afgedekt met een granieten lijst waarin de brugnaam CRAYENESTERBRUG is uitgespaard. De terraszijde van de muur is bekleed met rood geglazuurde tegels en voorzien van een vaste zitbank met uitzicht op de Crayenestervaart.
Het brugdek heeft een totale breedte van 16 meter tussen de leuningen, met aan weerszijden een trottoir van 4 meter en een rijbaan van 8 meter in het midden. De doorvaarthoogte bedraagt 2,20 meter; de doorvaartbreedte is 6 meter.
Amstelbrug · Asterbrug · Blauwe Brug · Boekenrodebrug · Bosch en Hovenbrug · Bronsteebrug · Crayenesterbrug · Emausbrug · Glipperbrug · Grotbrug · Händelbrug · Houtvaartbrug · Huygensbrug · IJzeren Brug · Kwakelbrug · Leyduinbrug · Lindenbrug · Manpadsbrug · Marisbrug · Van Merlenbrug · Molenbrug · Overbosbrug · Schouwbroekerbrug · Vaartbrug · Vrijheidsbrug · Zandvaartbrug · Zandvoortsebrug